# Illyrische Sprache

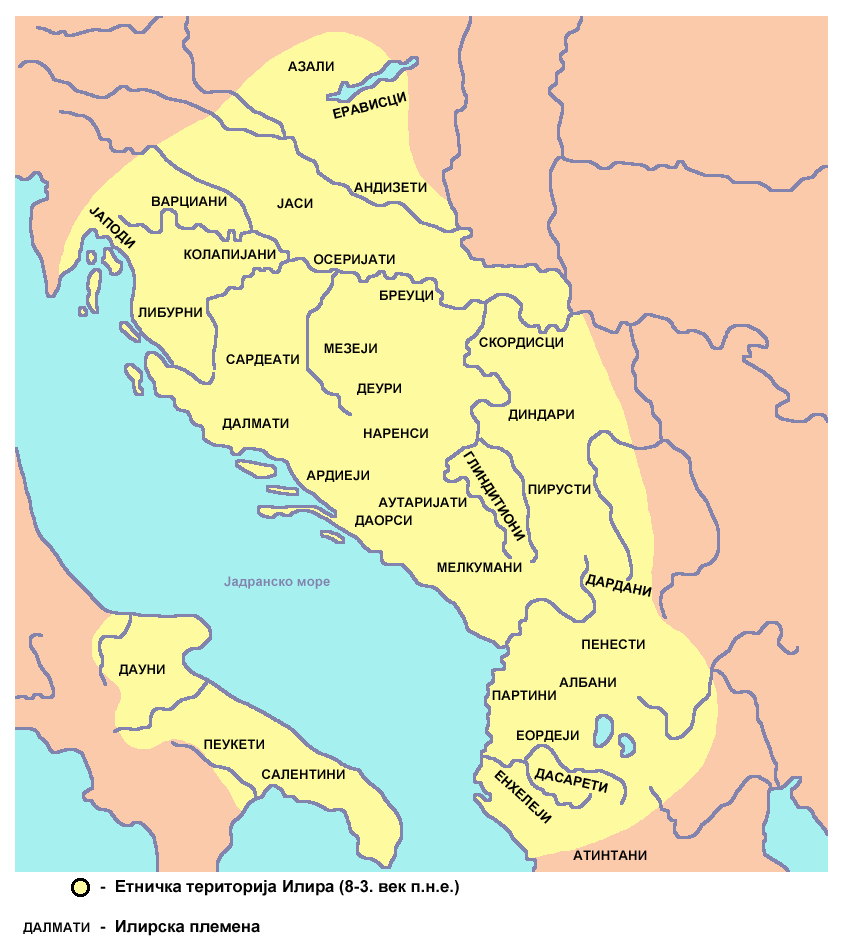

Die illyrische Sprache wurde in der Antike vom Volk der Illyrer gesprochen und war ein eigenständiger Zweig der indogermanischen Sprachen. Das Verbreitungsgebiet deckte sich größtenteils mit der historischen Region Illyrien. Die Messapier in Apulien (im heutigen Italien) sprachen möglicherweise ebenfalls einen illyrischen Dialekt.
Das Illyrische ist nur spärlich überliefert und kaum erforscht. Man kennt lediglich wenige Einzelwörter sowie einige Orts- und Personennamen, die vornehmlich auf Grab- oder Gebäudeinschriften überliefert sind.

## Spuren
Die illyrische Sprache hat kaum schriftliche Spuren hinterlassen und ist deswegen besonders spärlich überliefert. Es ist bisher noch kein ganzer illyrischer Satz gefunden worden; deswegen sind die einzigen Quellen eine Handvoll Wörter, die in griechischen und römischen Quellen überliefert worden sind. Außerdem sind mehrere Personennamen überliefert.
Einzelwörter kennt man aus griechischen und römischen Quellen, so z. B. sabaia ‚bierartiges Getränk‘, sybina ‚Jagdspieß‘, mantia ‚Maulbeere‘, rhinos ‚Nebel, Wolken‘, brisa ‚Gefäß mit Trauben gefüllt‘, tertigio ‚Händler‘ und bosona ‚laufendes Wasser‘. Auch viele Orts- und Personennamen sind über griechische und römische Quellen überliefert, so z. B. die Königin Teuta, die Könige Agron, Genthios, Glaukias, Bardyllis und Monunios und illyrische Orte wie Amantia, Lychnidos, Byllis, Ulpiana und andere.
Über die illyrische Grammatik ist praktisch nichts bekannt; nur dass die indogermanischen Fälle erhalten gewesen sind, ist sicher.

## Geschichte

Illyrische Stämme in der Antike

Die illyrischen Dialekte entstanden erstmals vermutlich um das 2. Jahrtausend v. Chr., vielleicht um 1200 v. Chr., als die mykenischen Palastzentren in Griechenland zusammenfielen. Die Sprache entwickelte sich ziemlich autochthon in ihren Regionen (Illyrien). Seit dem 6. Jahrhundert v. Chr. gründeten Griechen einzelne Kolonien auf dem Gebiet der Illyrer (z. B. Dyrrachium, Apollonia oder Lissus), seit diesem Jahrhundert beeinflusste die altgriechische Sprache die illyrische im Wortschatz.
Im 1. Jahrhundert v. Chr. begann die Eroberung der illyrischen Gebiete durch die Römer, erstmals unter Caesar (Illyrisch-Römischer Krieg). Die weitere Geschichte der illyrischen Sprache ist nicht sicher geklärt.

## Mögliche Verwandtschaft mit dem Albanischen
Bis heute ist es umstritten, ob und in welchem Umfang die albanische Sprache mit dem Illyrischen zusammenhängt. Ein solcher Zusammenhang wurde bereits von Johann Georg von Hahn in dessen 1845 erschienenem Buch Albanesische Studien angenommen. Die Ergebnisse sprachwissenschaftlicher Forschungen des 20. Jahrhunderts sprechen teilweise für und teilweise gegen diese Vermutung. Laut Joachim Matzinger (2009) kann weder die Abstammungshypothese noch die gegenteilige Hypothese bewiesen werden.
Die Annahme, dass das Albanische eine Tochtersprache des Illyrischen sei, entspricht der Hypothese, dass eine vollständige Romanisierung der illyrischen Sprache(n) nicht stattgefunden hat und auch die spätere slawische Einwanderung diese nicht verdrängen konnte.
Das Illyrische wird im weiteren Sinne zu den Balkanindogermanischen Sprachen im Sinne eines Sammelbegriffes gezählt. Ob es im engeren Sinne einer genetischen Verwandtschaft Balkanindogermanisch ist, ist umstritten und mit der Einordnung des Albanischen verschränkt.

## Vermeintlich illyrische Toponyme in Mitteleuropa
In der ersten Hälfte des 20. Jahrhunderts wurde speziell in der historischen Linguistik und Urgeschichtsforschung des deutschen Sprachraums die Theorie eines Panillyrismus entwickelt. Ausgehend vom Befund, dass sich viele Toponyme nicht dem Keltischen, Lateinischen oder späteren Sprachschichten zurechnen ließen, wurde ein illyrisches (in Vermengung mit der venetischen Sprache der antiken Veneter auch veneto-illyrisches) Sprachgebiet postuliert, das nicht nur den Balkan, sondern auch weite Teile Mitteleuropas umfasste. Obwohl diese Theorie und damit auch als illyrisch deklarierte etymologische Erklärungen in der akademischen Welt bereits Mitte des 20. Jahrhunderts als unhaltbar verworfen wurden, blieben sie in heimatkundlicher Literatur auch im Folgezeitraum wirkmächtig. Die Existenz einer vorkeltischen und vorrömischen indogermanischen Sprachschicht in Teilen Mitteleuropas wird nach wie vor angenommen, allerdings operiert die Sprachwissenschaft nun im Ostalpenraum mit Begriffen wie Ostalpenblock oder Ostalpenindogermanisch, in Ostösterreich und Ungarn mit Pannonisch.